# 鳥居忠英
鳥居 忠英（とりい ただてる）は、江戸時代中期の大名。能登下村藩主、近江水口藩主、下野壬生藩の初代藩主。壬生藩鳥居家5代。

## 生涯
寛文5年（1665年）、信濃高遠藩第2代藩主・鳥居忠則の次男として生まれる。
貞享2年（1685年）9月21日に江戸幕府第5代将軍・徳川綱吉に拝謁し、12月28日に叙任された。
元禄2年（1689年）6月、父・忠則の家臣が江戸城馬場先門の守衛の任務中に旗本の邸宅を覗いた罪により逮捕され、取調中に自害する事件が起きた。主君である忠則も家中不取締を咎められて閉門を命じられたが、閉門中の同年7月23日に急死する（自害ともいわれる）。幕府は忠則の家臣団統制がよろしくなかったということから、世子である忠英の家督相続を認めず、所領を没収して改易するに至った。しかし鳥居氏の祖の元忠が幕府創設に抜群の功績を挙げたことを考慮して、忠英に新たに能登下村1万石が与えられた。
元禄8年（1695年）5月15日に近江水口に1万石加増の上で移封される。宝永2年（1705年）9月21日には奏者番と寺社奉行を兼任の形で任じられ、正徳元年（1711年）6月27日には若年寄に任じられる。そのため、正徳2年（1712年）2月26日には1万石を加増され、合計3万石の上で下野壬生に移封された。
忠英は名君で、壬生の藩政においては殖産興業政策（特に干瓢栽培）を奨励し、藩校である学習館を創設するなどして藩政の基礎を固めている。
正徳6年（1716年）3月21日に死去、享年52。実子は全て早世したため、弟の忠瞭が養子となり跡を継いだ。

## 系譜
父母
- 鳥居忠則（父）
- 福永氏 ー 側室（母）

正室
- 島津綱久の娘

子女
- 彦千代
- 富太郎
- 熊次郎
- 牧野成央正室後に阿部正福継室、島津吉貴の養女

ほか3女
養子
- 鳥居忠瞭 ー 実弟